# Rudolf Inzinger
Rudolf Inzinger (* 5. April 1907 in Wien; † 26. August 1980) war ein österreichischer Mathematiker.

## Leben
Inzinger studierte Mathematik und Darstellende Geometrie an der Universität und der Technischen Hochschule Wien. 1933 promovierte er bei Erwin Kruppa über Die Liesche Abbildung, 1936 habilitierte er sich. Nach dem Anschluss Österreichs an das Deutsche Reich musste Rudolf Inzinger die TH Wien verlassen.
Nach seiner Rückkehr aus der Kriegsgefangenschaft arbeitete Inzinger ab 1945 wieder an der TH Wien, an der er bereits 1946 zum außerordentlichen Professor und ein Jahr später zum ordentlichen Professor für Mathematik berufen wurde. Von 1950 bis 1952 war Inzinger Dekan und 1967 bis 1968 Rektor. 1977 wurde Rudolf Inzinger emeritiert.
Im Jahr 1947 gründete er die Österreichische Mathematische Gesellschaft neu und war bis 1948 auch deren Vorsitzender.
Inzinger beschäftigte sich hauptsächlich mit Differentialgeometrie, der Theorie Konvexer Bereiche und mathematischen Problemen bei der Ortsbestimmung von Schallquellen.